# Campylosiphon purpurascens
Campylosiphon es un género monotípico de plantas con flores perteneciente a la familia Burmanniaceae. Su única especie: Campylosiphon purpurascens Benth., es originaria de América tropical por donde se distribuye en Guayana Francesa, Guyana, Surinam, Venezuela, Colombia y Brasil.

## Descripción
Es una especie de planta herbácea erecta que alcanza  a los 7-33 centímetros de altura. El rizoma cilíndrico es tuberoso,  con hojas rígidas y densamente arraigadas en medio y en la base. No actúa la fotosíntesis, pero viven micoheterotroficas de micorrizas y dependen por completo de la dieta de estos.
Las numerosos hojas son estrechas ovales a linear-ovadas de 3,5 a 19 mm de largo y 1.4 hasta 4.8 milímetros de ancho. Los tallos de las flores son inflorescencias azules pálidas y no ramificadas. Las brácteas son estrechas-ovadas, 5-16,3 mm de largo y 1,5 a 4,5 milímetros de ancho.
Las flores son erectas, tubulares, pediculadas, de 16 a 28 milímetros de largo, fragantes y de color púrpura pálido a blanco. Las cápsulas de las frutas son de color blanco a azul-blanco estrecha elípticas de 6,5 a 14,5 mm de largo y 1.9 a 4.5 milímetros de ancho.

## Taxonomía
Campylosiphon purpurascens fue descrita por George Bentham y publicado en Hooker's Icones Plantarum 14(4): 65, t. 1384. 1882.
Sinonimia
- Dipterosiphon spelaeicola Huber, Bol. Mus. Paraense Hist. Nat. Ethnogr. 2: 502 (1898).[2][4]

1. ↑  «Campylosiphon purpurascens». Royal Botanic Gardens, Kew: World Checklist of Selected Plant Families. Consultado el 31 de diciembre de 2009.
2. 1 2  «Campylosiphon purpurascens». Royal Botanic Gardens, Kew: World Checklist of Selected Plant Families. Consultado el 31 de diciembre de 2009.
3. ↑  «Campylosiphon purpurascens». Tropicos.org. Missouri Botanical Garden. Consultado el 8 de octubre de 2013.
4. ↑  Campylosiphon purpurascens en PlantList

- Esta obra contiene una traducción  derivada de «Campylosiphon purpurascens» de Wikipedia en alemán, publicada por sus editores bajo la Licencia de documentación libre de GNU y la Licencia Creative Commons Atribución-CompartirIgual 4.0 Internacional.